# Entrevue de Bologne (43 av. J.-C.)
Pour les articles homonymes, voir Entrevue de Bologne.
L'entrevue de Bologne est une rencontre à Bologne en 43 av. J.-C. lors de laquelle Marc Antoine et Octave se réconcilient après la guerre civile de Modène, et forment avec Lépide le Second triumvirat. Il représente l'union des héritiers politiques de César face aux sénateurs qui ont proclamé Antoine et Lépide ennemis publics, et aux républicains, partisans des meurtriers du dictateur.

## Histoire
Le Second triumvirat est une alliance politique réunissant Marc Antoine, consul de l'année 44 av. J.-C. et ancien lieutenant de César, Lépide, ancien maître de cavalerie de César, et Octave, le futur empereur Auguste. Cet accord est scellé pour cinq ans à Bologne le 11 novembre 43 av. J.-C. à l'initiative d'Antoine et de Lépide. 
Lors de cet entretien les trois hommes se répartissent le gouvernement des provinces et les légions. L'Italie reste indivise. 
Cet accord permet aussi aux triumvirs d'afficher la liste de leurs ennemis dont les biens sont confisqués et qui peuvent être exécutés sans jugement. C'est la proscription.
Contrairement au premier triumvirat qui était un accord destiné à rester secret, le second est officialisé par une loi : la lex Titia, votée par les comices romains le 13 novembre 43 av. J.-C.. Cette loi donne pour cinq ans des pouvoirs  exceptionnels aux triumvirs (et en particulier l'Imperium qui permet de nommer les magistrats, de convoquer le peuple, de commander les légions…).